# Tonel alquitranado

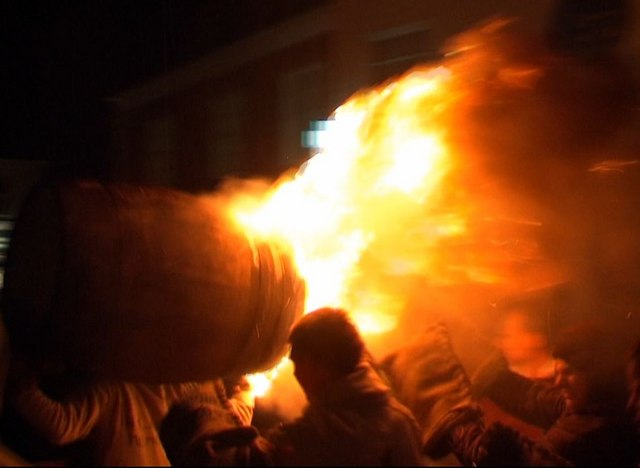
Prendimiento de un tonel alquitranado, tradición de Ottery St Mary, Reino Unido

Se llama tonel alquitranado al tonel, barril, pipa o cuba que se emplea en la defensa de las plazas sitiadas. 
El tonel se baña en alquitrán para que conserve por más tiempo el fuego una vez encendido y pueda transmitírselo a cuantos elementos toque y sean combustibles. Se empleaba en los sitios tirándolo encendido a los fosos, hacia las obras de los sitiadores con objeto de abrasar las fajinas, gaviones, salchichones y demás materiales de ramaje o madera. 